# Tin Dekkers
Gerardus Cornelis „Tin“ Dekkers (* 18. September 1916 in Rotterdam; † 8. Oktober 2005 in Orp-Jauche, Belgien) war ein niederländischer Boxer.

## Werdegang
Tin und sein Bruder Hens Dekkers nahmen an den Olympischen Sommerspielen 1936 in Berlin teil. Hens unterlag im Viertelfinale des Weltergewichtsturnier dem Deutschen Michael Murach. Tin erreichte im Mittelgewichtsturnier ebenfalls das Viertelfinale, wo er gegen Raúl Villarreal aus Argentinien ausschied.
Ein Jahr später gewann Tin Dekkers bei den Boxeuropameisterschaften in Mailand Silber im Mittelgewicht.